# Elecciones estatales de Baja California de 1971
Las elecciones estatales de Baja California de 1971 tuvieron lugar el domingo 1 de agosto de 1971, y ellas se renovaron los cargos de elección popular en Baja California :
- Gubernatura de Baja California. Titular del Poder Ejecutivo  del estado, electo para un periodo de seis años no reelegibles en ningún caso. El candidato electo fue Milton Castellanos Everardo.
- 4 Ayuntamientos. Formados por un Presidente Municipal, delegados y regidores, electo para un período inmediato de 3 años no reelegibles para un período inmediato.
- Congreso de Baja California. 11 diputaciones electas por Mayoría Relativa de cada uno de los Distritos Electorales.

## Organización
La Comisión Estatal Electoral registró a 4 partidos políticos nacionales: el Partido Acción Nacional, el Partido Revolucionario Institicional, el Partido Popular Socialista, Auténtico de la Revolución Mexicana. El día 10 de mayo fue publicada en el Periódico Oficial del Estado la lista de candidaturas.

## Resultados Electorales

### Ayuntamientos

#### Ensenada
|  | 27.8 % |

|  | 70.60 % |

#### Mexicali
|  | 38.8 % |

|  | 60 % |

#### Tecate
|  | 39.4 % |

|  | 60.1 % |

### Legislativas

#### Distrito I
| Congreso del Estado de Baja California | Congreso del Estado de Baja California | Congreso del Estado de Baja California | Congreso del Estado de Baja California      |       |            |
| Candidato                              | Candidato                              | Candidato                              | Partido/Coalición                           | Votos | Porcentaje |
| -------------------------------------- | -------------------------------------- | -------------------------------------- | ------------------------------------------- | ----- | ---------- |
| Ricardo Medina Majarrez                |                                        | Ricardo Medina Majarrez                | Partido Acción Nacional                     | —     | —          |
| Ángel Díaz Prado                       |                                        | Ángel Díaz Prado                       | Partido Revolucionario Institucional        | —     | —          |
| Rafael García Benavidez                |                                        | Rafael García Benavidez                | Partido Popular Socialista                  | —     | —          |
| Salvador Zuno Maciel                   |                                        | Salvador Zuno Maciel                   | Partido Auténtico de la Revolución Mexicana | —     | —          |
| Total de votos válidos                 | Total de votos válidos                 | Total de votos válidos                 | Total de votos válidos                      |       | —          |

#### Distrito II
| Congreso del Estado de Baja California | Congreso del Estado de Baja California | Congreso del Estado de Baja California | Congreso del Estado de Baja California      |       |            |
| Candidato                              | Candidato                              | Candidato                              | Partido/Coalición                           | Votos | Porcentaje |
| -------------------------------------- | -------------------------------------- | -------------------------------------- | ------------------------------------------- | ----- | ---------- |
| Sergio Pérez Álvarez                   |                                        | Sergio Pérez Álvarez                   | Partido Acción Nacional                     | —     | —          |
| Román Cárdenas González                |                                        | Román Cárdenas González                | Partido Revolucionario Institucional        | —     | —          |
| Miguel Nieves Bernal                   |                                        | Miguel Nieves Bernal                   | Partido Popular Socialista                  | —     | —          |
| Ángel Díaz Prado                       |                                        | Ángel Díaz Prado                       | Partido Auténtico de la Revolución Mexicana | —     | —          |
| Total de votos válidos                 | Total de votos válidos                 | Total de votos válidos                 | Total de votos válidos                      |       | —          |

#### Distrito III
| Congreso del Estado de Baja California | Congreso del Estado de Baja California | Congreso del Estado de Baja California | Congreso del Estado de Baja California |       |            |
| Candidato                              | Candidato                              | Candidato                              | Partido/Coalición                      | Votos | Porcentaje |
| -------------------------------------- | -------------------------------------- | -------------------------------------- | -------------------------------------- | ----- | ---------- |
| Manuel Gutiérrez                       |                                        | Manuel Gutiérrez                       | Partido Acción Nacional                | —     | —          |
| Mercedes Martínez                      |                                        | Mercedes Martínez                      | Partido Revolucionario Institucional   | —     | —          |
| José Herrera Barajas                   |                                        | José Herrera Barajas                   | Partido Popular Socialista             | —     | —          |
| Total de votos válidos                 | Total de votos válidos                 | Total de votos válidos                 | Total de votos válidos                 |       | —          |

#### Distrito IV
| Congreso del Estado de Baja California | Congreso del Estado de Baja California | Congreso del Estado de Baja California | Congreso del Estado de Baja California |       |            |
| Candidato                              | Candidato                              | Candidato                              | Partido/Coalición                      | Votos | Porcentaje |
| -------------------------------------- | -------------------------------------- | -------------------------------------- | -------------------------------------- | ----- | ---------- |
| Alfredo Arenas Rodríguez               |                                        | Alfredo Arenas Rodríguez               | Partido Acción Nacional                | —     | —          |
| Pablo León Quintero                    |                                        | Pablo León Quintero                    | Partido Revolucionario Institucional   | —     | —          |
| José Jesús Morales Meza                |                                        | José Jesús Morales Meza                | Partido Popular Socialista             | —     | —          |
| Total de votos válidos                 | Total de votos válidos                 | Total de votos válidos                 | Total de votos válidos                 |       | —          |

#### Distrito V
| Congreso del Estado de Baja California | Congreso del Estado de Baja California | Congreso del Estado de Baja California | Congreso del Estado de Baja California |       |            |
| Candidato                              | Candidato                              | Candidato                              | Partido/Coalición                      | Votos | Porcentaje |
| -------------------------------------- | -------------------------------------- | -------------------------------------- | -------------------------------------- | ----- | ---------- |
| David Valdez Corella                   |                                        | David Valdez Corella                   | Partido Acción Nacional                | —     | —          |
| Rodolfo Fierro Márquez                 |                                        | Rodolfo Fierro Márquez                 | Partido Revolucionario Institucional   | —     | —          |
| Sergio Quiroz Miranda                  |                                        | Sergio Quiroz Miranda                  | Partido Popular Socialista             | —     | —          |
| Total de votos válidos                 | Total de votos válidos                 | Total de votos válidos                 | Total de votos válidos                 |       | —          |

#### Distrito VI
| Congreso del Estado de Baja California | Congreso del Estado de Baja California | Congreso del Estado de Baja California | Congreso del Estado de Baja California |       |            |
| Candidato                              | Candidato                              | Candidato                              | Partido/Coalición                      | Votos | Porcentaje |
| -------------------------------------- | -------------------------------------- | -------------------------------------- | -------------------------------------- | ----- | ---------- |
| David Montaño Córdova                  |                                        | David Montaño Córdova                  | Partido Acción Nacional                | —     | —          |
| Carlos Ceballos Nava                   |                                        | Carlos Ceballos Nava                   | Partido Revolucionario Institucional   | —     | —          |
| Baltazar Soto Pérez                    |                                        | Baltazar Soto Pérez                    | Partido Popular Socialista             | —     | —          |
| Total de votos válidos                 | Total de votos válidos                 | Total de votos válidos                 | Total de votos válidos                 |       | —          |

#### Distrito VII
| Congreso del Estado de Baja California | Congreso del Estado de Baja California | Congreso del Estado de Baja California | Congreso del Estado de Baja California      |       |            |
| Candidato                              | Candidato                              | Candidato                              | Partido/Coalición                           | Votos | Porcentaje |
| -------------------------------------- | -------------------------------------- | -------------------------------------- | ------------------------------------------- | ----- | ---------- |
| Ignacio Federico Haskell               |                                        | Ignacio Federico Haskell               | Partido Acción Nacional                     | —     | —          |
| Luis González Ruiz                     |                                        | Luis González Ruiz                     | Partido Revolucionario Institucional        | —     | —          |
| Javier Edmundo de Jesús Sabín Rondero  |                                        | Javier Edmundo de Jesús Sabín Rondero  | Partido Popular Socialista                  | —     | —          |
| Luis González Ruiz                     |                                        | Luis González Ruiz                     | Partido Auténtico de la Revolución Mexicana | —     | —          |
| Total de votos válidos                 | Total de votos válidos                 | Total de votos válidos                 | Total de votos válidos                      |       | —          |

#### Distrito VIII
| Congreso del Estado de Baja California | Congreso del Estado de Baja California | Congreso del Estado de Baja California | Congreso del Estado de Baja California      |       |            |
| Candidato                              | Candidato                              | Candidato                              | Partido/Coalición                           | Votos | Porcentaje |
| -------------------------------------- | -------------------------------------- | -------------------------------------- | ------------------------------------------- | ----- | ---------- |
| Jorge Peralta Chávez                   |                                        | Jorge Peralta Chávez                   | Partido Acción Nacional                     | —     | —          |
| José María Márquez Castro              |                                        | José María Márquez Castro              | Partido Revolucionario Institucional        | —     | —          |
| Víctor Manuel Jiménez Osuna            |                                        | Víctor Manuel Jiménez Osuna            | Partido Popular Socialista                  | —     | —          |
| José María Márquez Castro              |                                        | José María Márquez Castro              | Partido Auténtico de la Revolución Mexicana | —     | —          |
| Total de votos válidos                 | Total de votos válidos                 | Total de votos válidos                 | Total de votos válidos                      |       | —          |

#### Distrito IX
| Congreso del Estado de Baja California | Congreso del Estado de Baja California | Congreso del Estado de Baja California | Congreso del Estado de Baja California      |       |            |
| Candidato                              | Candidato                              | Candidato                              | Partido/Coalición                           | Votos | Porcentaje |
| -------------------------------------- | -------------------------------------- | -------------------------------------- | ------------------------------------------- | ----- | ---------- |
| Jesús Francisco Cabrera Tapia          |                                        | Jesús Francisco Cabrera Tapia          | Partido Acción Nacional                     | —     | —          |
| Martiniano Escobedo Valdez             |                                        | Martiniano Escobedo Valdez             | Partido Revolucionario Institucional        | —     | —          |
| Moisés González Ramos                  |                                        | Moisés González Ramos                  | Partido Popular Socialista                  | —     | —          |
| Martiniano Escobedo Valdez             |                                        | Martiniano Escobedo Valdez             | Partido Auténtico de la Revolución Mexicana | —     | —          |
| Total de votos válidos                 | Total de votos válidos                 | Total de votos válidos                 | Total de votos válidos                      |       | —          |

#### Distrito X
| Congreso del Estado de Baja California | Congreso del Estado de Baja California | Congreso del Estado de Baja California | Congreso del Estado de Baja California      |       |            |
| Candidato                              | Candidato                              | Candidato                              | Partido/Coalición                           | Votos | Porcentaje |
| -------------------------------------- | -------------------------------------- | -------------------------------------- | ------------------------------------------- | ----- | ---------- |
| José Cardona Peña                      |                                        | José Cardona Peña                      | Partido Acción Nacional                     | —     | —          |
| Fernando Cano Medina                   |                                        | Fernando Cano Medina                   | Partido Revolucionario Institucional        | —     | —          |
| Edmundo Salazar Río                    |                                        | Edmundo Salazar Río                    | Partido Popular Socialista                  | —     | —          |
| Fernando Cano Medina                   |                                        | Fernando Cano Medina                   | Partido Auténtico de la Revolución Mexicana | —     | —          |
| Total de votos válidos                 | Total de votos válidos                 | Total de votos válidos                 | Total de votos válidos                      |       | —          |

#### Distrito XI
| Congreso del Estado de Baja California | Congreso del Estado de Baja California | Congreso del Estado de Baja California | Congreso del Estado de Baja California      |       |            |
| Candidato                              | Candidato                              | Candidato                              | Partido/Coalición                           | Votos | Porcentaje |
| -------------------------------------- | -------------------------------------- | -------------------------------------- | ------------------------------------------- | ----- | ---------- |
| Raymundo Enrique López Salazar         |                                        | Raymundo Enrique López Salazar         | Partido Acción Nacional                     | —     | —          |
| J. Jesús López Gastélum                |                                        | J. Jesús López Gastélum                | Partido Revolucionario Institucional        | —     | —          |
| Edmundo Salazar Díaz                   |                                        | Edmundo Salazar Díaz                   | Partido Popular Socialista                  | —     | —          |
| Antonio Bañuelos Beltrán               |                                        | Antonio Bañuelos Beltrán               | Partido Auténtico de la Revolución Mexicana | —     | —          |
| Total de votos válidos                 | Total de votos válidos                 | Total de votos válidos                 | Total de votos válidos                      |       | —          |

## Resultados electorales

### Gobernador
| Partido/Coalición                                        | Partido/Coalición                                                                | Candidato                         |
| -------------------------------------------------------- | -------------------------------------------------------------------------------- | --------------------------------- |
|                                                          | Partido Revolucionario Institucional Partido Auténtico de la Revolución Mexicana | Milton Castellanos Everardo Hecho |
| Fuente: Cultura Política y Elecciones en Baja California |                                                                                  |                                   |

### Ayuntamientos
| Ayuntamiento                     | Alcalde electo              | Partido |
| -------------------------------- | --------------------------- | ------- |
| Mexicali                         | Roberto Mazón Noriega       |         |
| Tijuana                          | Marco Antonio Bolaños Cacho |         |
| Ensenada                         | Lic. Octavio Pérez Pazuengo |         |
| Tecate                           | Arturo Guerra Flores        |         |
| Fuente: Alternancia interrumpida |                             |         |

### Congreso local
| Partido | Partido | Partido                              | Diputados        | Diputados |  |
| Partido | Partido | Partido                              | Mayoría relativa | Total     |  |
|         |         | Partido Revolucionario Institucional | 11               | 11/11     |  |
| Total   | Total   | Total                                | 11               | 11        |  |

| Distrito | Diputado                            | Partido | Partido                              |
| -------- | ----------------------------------- | ------- | ------------------------------------ |
| I        | Ángel Díaz Prado                    |         | Partido Revolucionario Institucional |
| II       | Román Cárdenas González             |         | Partido Revolucionario Institucional |
| III      | Mercedes Martínez Vda. de Lizárraga |         | Partido Revolucionario Institucional |
| IV       | Pablo León Quintero                 |         | Partido Revolucionario Institucional |
| V        | Rodolfo Fierro Márquez              |         | Partido Revolucionario Institucional |
| VI       | Carlos Cevallos Nava                |         | Partido Revolucionario Institucional |
| VII      | Luis González Ruiz                  |         | Partido Revolucionario Institucional |
| VIII     | José María Márquez Castro           |         | Partido Revolucionario Institucional |
| IX       | Martiniano Valdez Escobedo          |         | Partido Revolucionario Institucional |
| X        | Fernando Cano Medina                |         | Partido Revolucionario Institucional |
| XI       | J. Jesús López Gastélum             |         | Partido Revolucionario Institucional |